# Hexagramă
O hexagramă este un poligon stelat cu șase vârfuri cu simbolul Schläfli a{6}, {6/2}, 2{3}, sau {{3}}. Deoarece nu există hexagrame continue regulate adevărate, termenul este folosit pentru figura compus de două triunghiuri echilaterale. Intersecția lor este un hexagon regulat.
Hexagrama face parte dintr-o serie infinită de forme care sunt compuși de două simplexuri n-dimensionale. Compusul analog din spațiul tridimensional, este octaedrul stelat (stella octangula), iar cel din spațiul cvadridimensional este compusul de două 5-celule.
Este un simbol întâlnit des în diferite religii, heraldică, ocultism sau alte domenii.

## Teoria grupului

Rădăcinile grupului G_{2}

În matematică, sistemul de generatori⁠(d) pentru grupul Lie G2 este sub forma unei hexagrame, cu șase rădăcini lungi și șase rădăcini scurte.

## Construcția cu rigla și compasul

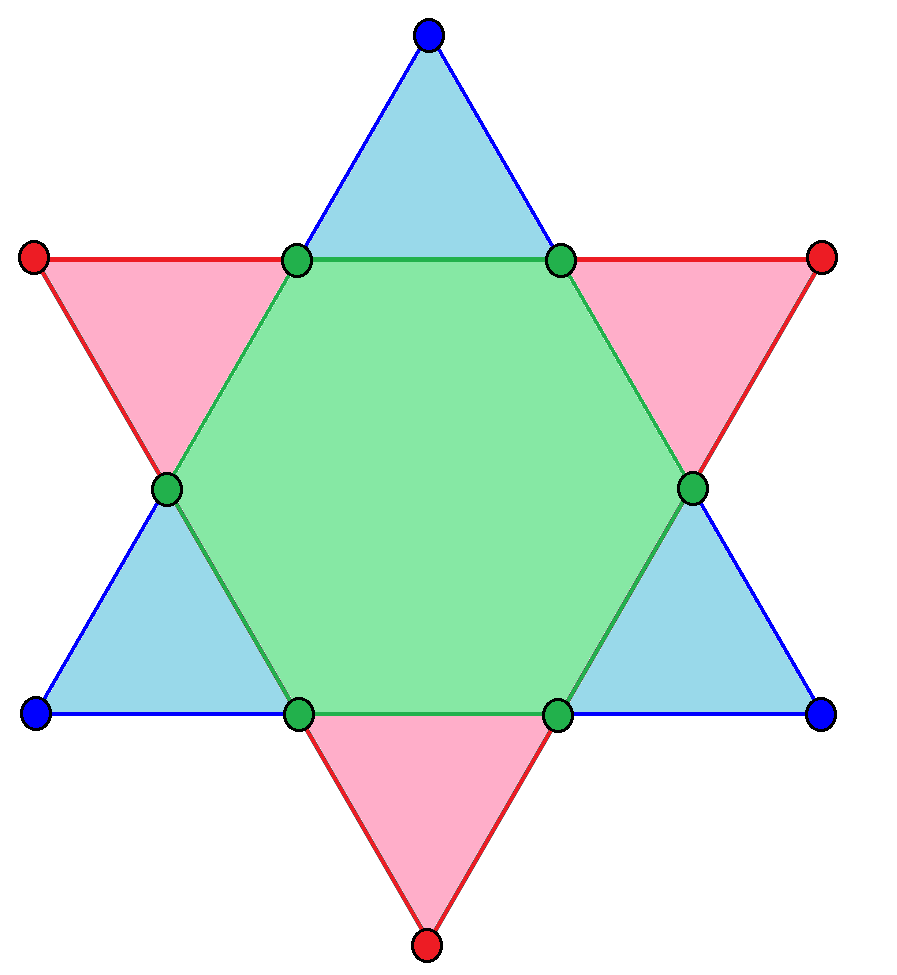
Hexagrama regulată poate fi considerată un compus de două triunghiuri echilaterale, unul în poziție normală (cu albastru) și unul răsturnat (cu roșu), intersecția lor fiind un hexagon regulat (cu verde)

O stea cu șase colțuri, ca un hexagon regulat, poate fi creată folosind rigla și compasul:
- Se trasează cu compasul un cerc de dimensiunea hexagramei.
- Se marchează un punct pe circumferința cercului. Fără a schimba deschiderea compasului se așează pivotul său  în punctul marcat și se marchează unul dintre cele două puncte în care un nou cerc l-ar intersecta pe primul (în practică se marchează ambele puncte).
- Cu pivotul plasat în ultimul punct trasat se marchează similar un al treilea punct pe circumferință și se repetă manevra până când au fost marcate șase astfel de puncte.
- Cu o riglă dreaptă se unesc alternativ punctele de pe circumferință pentru a forma două triunghiuri echilaterale suprapuse.

## Construcția prin algebră liniară

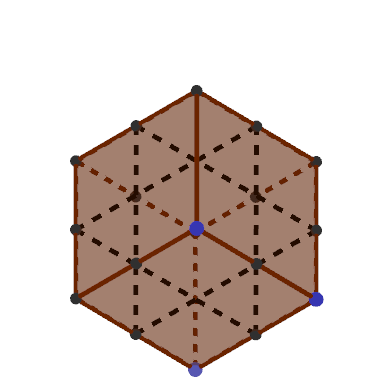

O hexagramă regulată poate fi construită proiectând ortogonal un cub pe un plan care trece prin trei vârfuri adiacente la un al patrulea. Cele douăsprezece puncte de mijloc ale laturilor cubului formează o hexagramă. De exemplu, pentru proiecția cubului unitate cu vârfurile în cei opt vectori binari posibili în trei dimensiuni (0,0,0), (1,0,0), (0,1,0), (0,0,1), (1,1,0), (1,0,1), (0,1,1), (1,1,1) pe planul x+y+z=1. Punctele din mijloacele laturilor sunt (0,0,1/2), (0,1/2,1/2), (0,1,1/2), (1,1,1/2) și permutărilor lor. Aceste 12 puncte se proiectează într-o hexagramă: șase vârfuri în jurul hexagonului exterior și șase pe cel interior.

## Alte hexagrame
Figura {6/3} poate fi considerată un compus din trei digoane.
Alte hexagrame pot fi construite ca un poligon continuu.
| Compuși regulați | Compuși regulați | Simetrie D2 (continuă) | Simetrie D3 izogonală | Simetrie D3 izogonală | Simetrie D3 izogonală | Simetrie D3 izogonală | Simetrie D3 izotoxală | Simetrie D3 izotoxală |
| ---------------- | ---------------- | ---------------------- | --------------------- | --------------------- | --------------------- | --------------------- | --------------------- | --------------------- |
| {6/2}=2{3}       | {6/3}=3{2}       |                        |                       |                       |                       |                       |                       |                       |

## Simbolistică

### În religii

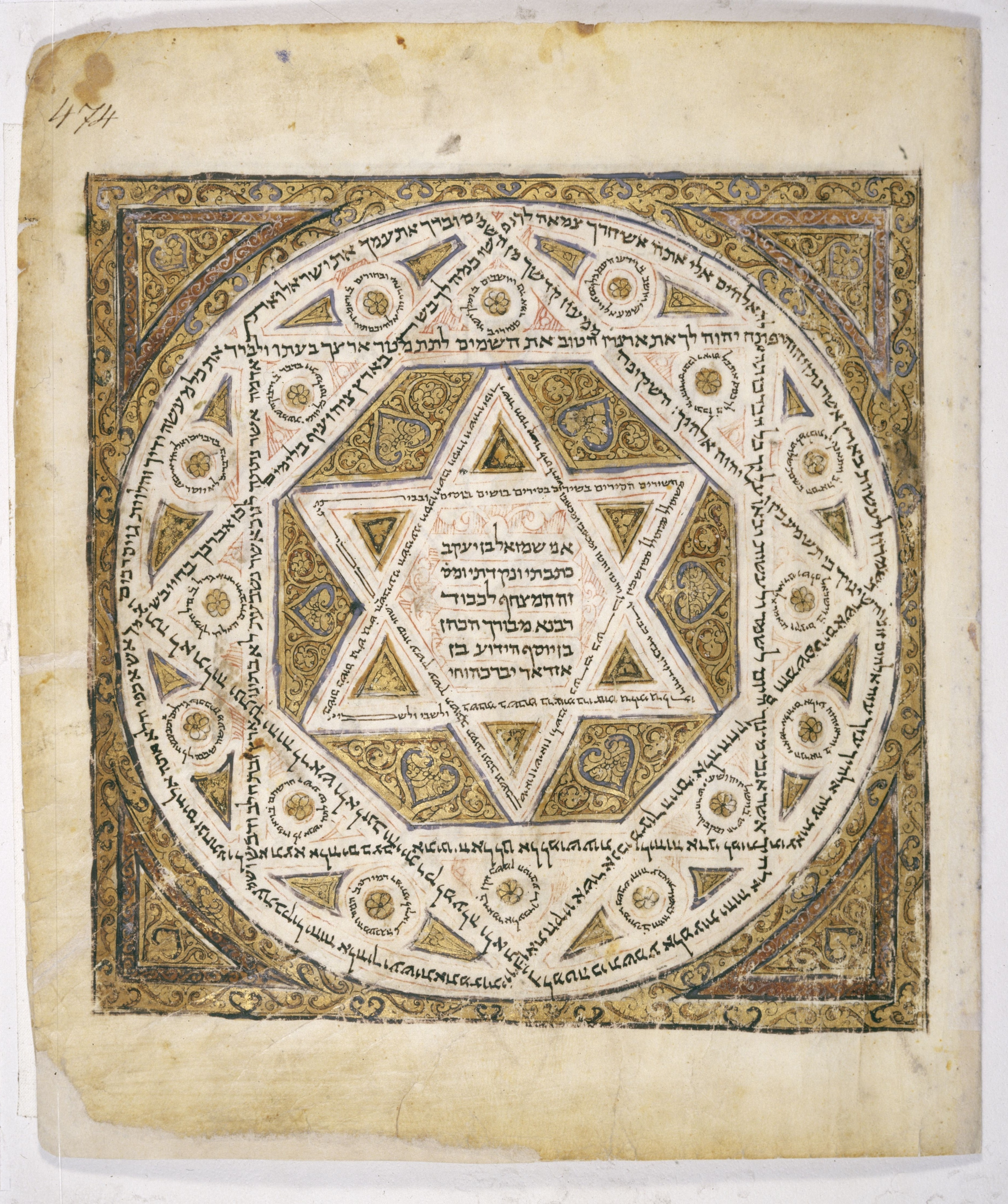
Steaua lui David în cea mai veche copie completă care a supraviețuit a textului masoretic,, datat 1008

În iudaism Maghen David este un simbol general recunoscut al iudaismului și al identității evreiești și este cunoscut și sub denumirea colocvială de „Steaua lui David”.
În creștinism hexagrama se întâlnește în unele biserici medievale ca motiv decorativ. Un exemplu foarte timpuriu poate fi găsit în Catedrala din Winchester, Anglia, într-unul dintre baldachinele tribunei corului, datat circa 1308. Nu foarte evident, ea este folosită de către Biserica lui Isus Hristos a Sfinților din Zilele din Urmă în temple și în arhitectură.
În islam simbolul este cunoscut drept Pecetea lui Solomon, deși aceasta poate fi reprezentată și de pentagramă.
Stele cu șase colțuri au fost găsite și în diagramele cosmologice din hinduism, budism și jainism. 

### În heraldică
În heraldică și vexilologie hexagrama este un motiv destul de comun, deși este rar numită cu acest nume. În regiunile germanice este cunoscută pur și simplu ca „stea”. În heraldica engleză și franceză hexagrama este cunoscută ca „mullet cu șase vârfuri”, unde „mullet” este termenul francez pentru un pinten care implicit are cinci vârfuri.

### În ocultism
Ca și pentagrama, hexagrama a fost și este folosită în practicile oculte și ale magiei ceremoniale și vârfurile și centrul ei sunt atribuite celor 7 planete „vechi” din astrologie. Steaua cu șase colțuri este folosită și ca talisman.

### În Unicode
În Unicode, Steaua lui David, simbol ✡, are codul U+2721.